# Arme Schulschwestern vom hl. Dominikus

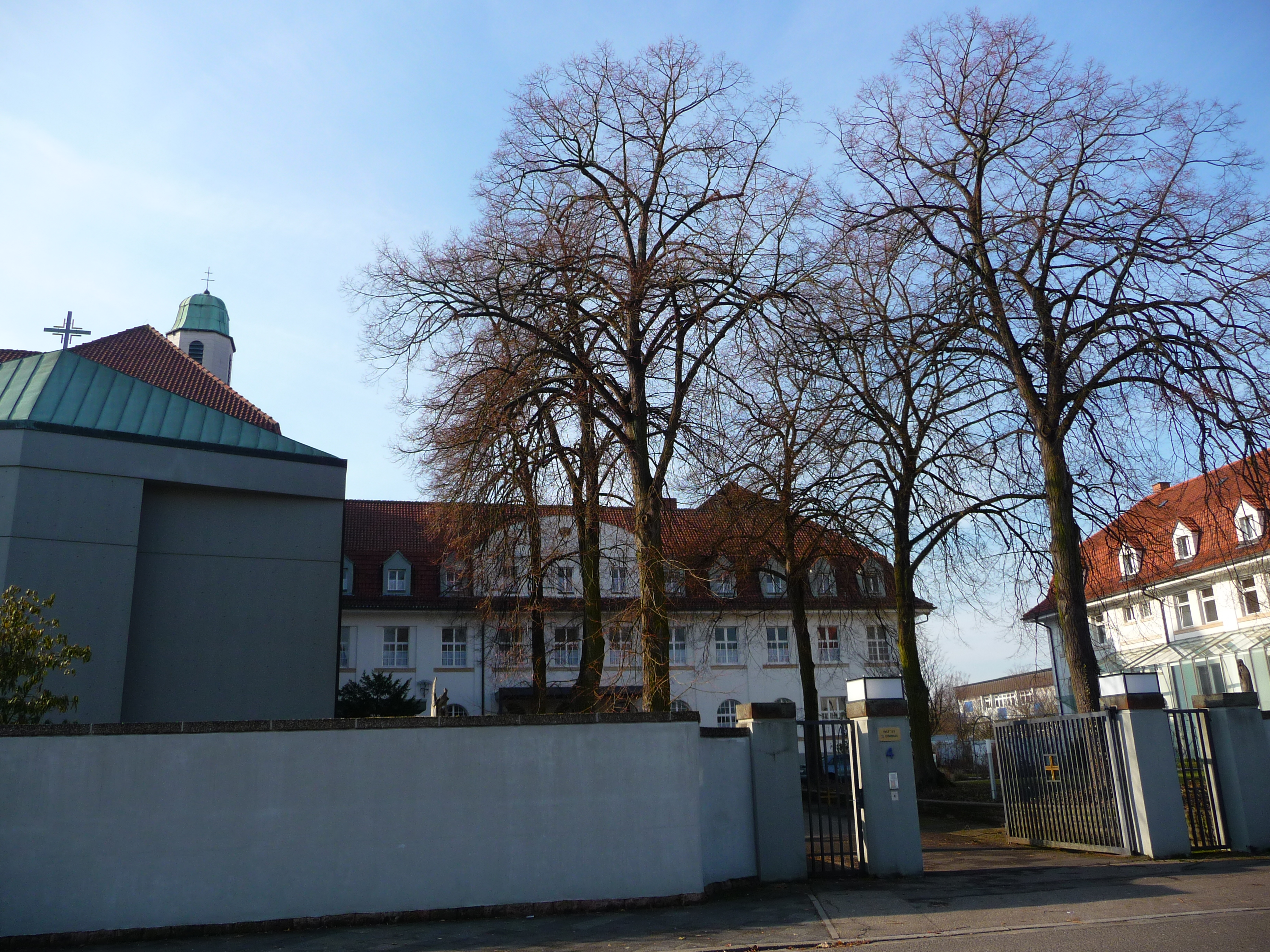
Haupteingang zum Mutterhaus in Speyer

Die Armen Schulschwestern vom hl. Dominikus sind eine römisch-katholische Ordensgemeinschaft, die 1852 in Speyer von Bischof Nikolaus von Weis gegründet wurde.
Die Kongregation bischöflichen Rechts nennt sich seit 1972 Institut St. Dominikus. Das Mutterhaus befindet sich in Speyer.

## Gründung
In der Zeit nach der Säkularisation und nach der Aufteilung des Bistums Speyer war das katholische Schulwesen in der Pfalz praktisch erloschen. Auch Bernhard Magel, einem bedeutenden Pfälzer Priester des 19. Jahrhunderts, fiel als Pfarrer von Rheinzabern der erschreckende Mangel an Schulbildung, besonders unter der weiblichen Jugend auf und er kam auf den Gedanken, die Armen Schulschwestern, die schon im linksrheinischen Bayern so segensreich wirkten, auch in der Diözese Speyer anzusiedeln. Die Festschrift 100 Jahre Institut der Armen Schulschwestern vom Hl. Dominikus, Speyer am Rhein führt 1952 dazu aus: „Im linksrheinischen Bayern war Bernhard Magel, Pfarrer und Bezirksschulinspektor von Rheinzabern, ein eifriger und weitblickender Priester Gottes, ernstlich besorgt um das brüchige Schulwesen der Zeit. Er war geradezu bestürzt über den moralischen Tiefstand der ärmeren Volksschichten, vor allem der weiblichen Jugend.“ Pfarrer Magel suchte im Sommer 1838 König Ludwig I. in Aschaffenburg auf und trug ihm das Anliegen persönlich vor. Er wollte die bayerischen Schulschwestern nach Rheinzabern kommen lassen oder ein ähnliches, selbstständiges Institut in seiner Heimatdiözese Speyer gründen. Der König stimmte zu, da aber beide Pläne sich am fehlenden Geld zerschlugen, versuchte Magel – vom Domdechanten Nikolaus Weis beraten – das geplante Schulkloster dem Dominikanerinnenkloster St. Magdalena zu Speyer anzugliedern. Bischof Geissel lehnte dies aber ab und die Gründung der Schulschwestern – dann doch nach dem Plane Magels und Weis’ – zog sich schließlich noch bis 1852 hin.
Nachdem Nikolaus Weis Bischof von Speyer geworden war, bemühte er sich nachhaltig die schulische Bildung in seiner Diözese zu verbessern, vor allem auch die Ausbildung der Mädchen. Er griff seinen alten Plan aus der Zeit Pfarrer Magels wieder auf. In Zusammenarbeit mit dem bayerischen König Ludwig I. errichtete er 1852 in Speyer ein Institut für klösterliche Lehrerinnen. Bis ein Mutterhaus für diese gebaut war, wurden sie in den Räumen des schon vorhandenen Dominikanerinnenklosters St. Magdalena untergebracht. Die dortige Priorin schlug vor, dass die neuen Schwestern Tertiarinnen des hl. Dominikus werden sollten. Die ersten Kandidatinnen begannen 1852 ihre Ausbildung als Lehrerinnen, sie wurden dabei von der Priorin Mathilde Königsberger unterstützt. 1854 zogen die ersten zehn Schwestern, nachdem sie ihr Staatsexamen erhalten hatten, in vier verschiedene Gemeinden der Umgebung (Hagenbach, Maikammer, Otterstadt und Blieskastel), um dort in den Volksschulen die Mädchen zu unterrichten. Die Schwestern erhielten eigene Satzungen, die an die Konstitutionen der Dominikanerinnen angelehnt waren, aber auf den Dienst an der Schule Rücksicht nahmen.
Mitbegründer und erster Superior war von 1852 bis zu seinem Tod, 1870, Dompfarrer und Domkapitular Peter Köstler, ein herausragender Mann mit großem pädagogischem und seelsorgerischem Talent. Franz Xaver Remling schreibt über die Einführung der Schulschwestern in der Diözese:

„Die eifrige Priorin der Dominikanerinnen bot mit dem Beichtvater derselben, dem damaligen Regens des Klerikalseminars, Peter Köstler, gern die Hand zu dem verdienstvollen, wichtigen Vorhaben. Beide übernahmen in Opferwilligkeit die nicht geringe Aufgabe, die sich anmeldenden geeigneten Candidatinnen für das Schulfach gehörig zu bilden, dieselben klösterlich zu erziehen und der neuen Anstalt eine solche Einrichtung zu geben, daß die Schwestern fortwährend in einer klösterlichen Verbindung erhalten werden, welche die bei ihrem auswärtigen Wirkungskreise so unerlässliche Disciplin stützt und pflegt.“

Peter Köstlers Nachruf im Speyerer Diözesanschematismus, 1873, nennt ihn auch „den Superior des Dominikanerinnen-Klosters und Gründer und Leiter des mit ihm verbundenen Instituts der Armen Schulschwestern.“ Der Bericht über seine Beerdigung im Pilger Nr. 43 von 1870 konstatiert: „Der Leichenzug war ein überaus großer und rührender, denn alle Schulkinder der hiesigen Knaben- und Mädchenschulen, die Schulschwestern, deren Mitbegründer und seitheriger oberster Leiter der Verblichene war, schritten trauernd dem Sarge voran […] Der Verlebte war vielen mehr als ein Vater.“

## Unabhängigkeit von St. Magdalena
Die Anfänge des Ordens waren hart. Die Gehälter der Schwestern waren so gering, dass sie kaum für den Lebensunterhalt und die Ausbildung des Nachwuchses ausreichten. Die gemieteten Räume in St. Magdalena reichten nicht mehr aus, und die Schwestern erstellten 1887 einen eigenen Gebäudeflügel am Kloster St. Magdalena und 1910 ein eigenes Mutterhaus in der Vinzentiusstraße. 1893 wurde die Kongregation offiziell in den Dominikanerorden eingegliedert und erhielt von Bischof Joseph Georg von Ehrler neue Konstitutionen. Die Schwestern wurden in den folgenden Jahren schrittweise unabhängig von der Leitung des Klosters St. Magdalena. 1907 wurde die Kongregation im kirchenrechtlichen Sinn anerkannt.

## Wachstum und Ausbreitung
Die Gemeinschaft wuchs rasch an. Von 100 Schwestern im Jahr 1897 wuchs die Mitgliederzahl bis 1937 auf 1018 Schwestern in 103 Konventen.
Die Aufgaben erweiterten sich. Von der Arbeit in Volksschulen und höheren Mädchenschulen (beispielsweise das Realgymnasium in St. Ingbert) über Handarbeitsschulen und Kindergärten übernahmen die Schwestern bald auch Krankenpflege, Säuglingspflege und Familienhilfe.
1925 wanderten Schwestern in die USA aus. Sie übernahmen die Wirtschaftsführung in einem Priesterseminar in Montana. Die Schwestern sind heute in Washington in der Indianermission, in Krankenhäusern, Pfarrschulen und Heimen tätig. Die seit 1950 eigenständige amerikanische Provinz bildet seit 1986 eine unabhängige Kongregation bischöflichen Rechts unter dem Namen Dominican Sisters of Spokane. Diese Kongregation hat sich bald darauf den Sinsinawa Dominicans in Wisconsin/USA angeschlossen.

## Kriegsjahre
Im Ersten Weltkrieg mussten die Schwestern, weil die Lehrer eingezogen wurden, häufig auch die Jungenklassen mit übernehmen. Viele Schwestern halfen in Lazaretten. Auch in der Zeit des Nationalsozialismus ging die Kongregation durch schwere Zeiten. Die Schwestern wurden aus den Schulen und Kindergärten ausgewiesen und mussten andere Tätigkeiten aufnehmen, um ihren Lebensunterhalt zu verdienen. Zu Kriegsbeginn mussten viele Häuser im Grenzgebiet nach Frankreich geräumt werden, die Schwestern flohen nach Franken und Thüringen. Durch Luftangriffe wurden in der Pfalz mehrere Schwesternhäuser beschädigt oder zerstört.

## Wiederaufbau
Die Arbeit in den Volksschulen wurde aus Nachwuchsmangel nach dem Krieg fast völlig aufgegeben, die Schwestern führten aber weiterhin eigene Schulen. Generalpriorin war in den Jahren von 1949 bis 1973 Mutter Maria Fabiola (Elisabeth Quack). Die Marienschule in Saarbrücken wurde 1950 errichtet, in Landstuhl wurden ein Kindergärtnerinnenseminar, ein Kinderheim und eine Realschule eingerichtet. In Speyer bauten die Schwestern das Nikolaus-von-Weis-Gymnasium auf. Seit 1957 arbeiten die Schwestern auch in der Mission in Ghana. Die Mitgliederzahl ist seit den 1960er Jahren stark gesunken, heute leben noch etwa 300 Schwestern in der Ordensgemeinschaft.

## St. Dominikus Stiftung Speyer
Zur Sicherung und Fortführung der von den Schwestern des Instituts St. Dominikus gegründeten Einrichtungen gründete der Orden 2003 die St. Dominikus Stiftung Speyer. Unter das Dach dieser Stiftung wurden die noch bestehenden Ordenseinrichtungen, sieben Schulen, ein Krankenhaus, ein Kinderheim, ein Kinderdorf, ein stationäres Hospiz und ein ambulanter Hospiz- und Palliativberatungsdienst mittels zweier gemeinnütziger GmbHs eingebracht. In den Einrichtungen sind etwa 1.500 Menschen beschäftigt. Stiftungsvorsitzende ist Generalpriorin Schwester Gisela Bastian.

### Gemeinnützige St. Dominikus Schulen GmbH, Sitz St. Ingbert
- Albertus-Magnus-Realschule (St. Ingbert)
- Albertus-Magnus-Gymnasium (St. Ingbert)
- Edith-Stein-Realschule (Speyer)
- Edith-Stein-Gymnasium (Speyer)
- Nikolaus-von-Weis-Realschule plus (Speyer)
- Nikolaus-von-Weis-Gymnasium (Speyer)
- St.-Katharina-Realschule (Landstuhl)

### St. Dominikus Krankenhaus und Jugendhilfe gGmbH, Sitz Ludwigshafen
- St. Marien- und St. Annastiftskrankenhaus (Ludwigshafen am Rhein)
- Kinderheim St. Annastift (Ludwigshafen am Rhein)
- Kinder- und Jugenddorf Maria Regina (Silz)
- Hospiz Elias (Ludwigshafen am Rhein)
- Ambulanter Hospiz- und Palliativberatungsdienst (Ludwigshafen am Rhein)